# Ivan Dermastia
Ivan Dermastia (tudi Janez Dermastia), slovenski rimokatoliški duhovnik, politik in publicist, * 29. avgust 1871, Vodmat, Ljubljana, † 26. april 1906, Gorica.

## Življenje in delo
Ivan Dermastia, starejši brat Josipa Dermastie, se je rodil v družini ljubljanskega kmeta in trgovca Jožefa Dermastia ter kmetice Ane Hočevar z Vrhnike. Po končani gimnaziji v Ljubljani (1889) je zaprosil za sprejem v goriško semenišče. Študij bogoslovja v Gorici je končal 1893 z odličnim uspehom. Sveto mašniško posvečenje je prejel 1. februarja 1904. Kot kaplan je v  Solkanu služboval do leta 1903, bil nato vikar v Plavah in provizor v Desklah (1903-1906), kjer si je 31. marca 1906 zlomil nogo in umrl za posledicami  tetanusa v goriški bolnišnici usmiljenih bratov.
Dermastia je bil zvest učenec in sodelavec Antona Mahniča in Janeza Evangelista Kreka ter eden od utemeljiteljev krščanskega socialnega gibanja imenovanega tudi »nova struja« na Goriškem. Bil je odbornik v raznih društvih in organizacijah: v društvu Sloga, Centralni posojilnici, Goriški zvezi, Slovenskem katoliškem delavskem društvu in Narodni tiskarni. Kot sijajen govornik je nastopal na shodih Sloge, Slovenskega katoliškega delavskega društva ter na raznih predvolilnih shodih (Čepovan, Šempeter pri Gorici; 1901). Veliko pa je tudi pisal članke ki so bili objavljeni predvsem v listih Gorica in Primorski list, katerega je tri leta urejal.